# Cratere Nah-Hunte
Nah-Hunte è un cratere sulla superficie di Ganimede.